# Luca Engstler
Luca Engstler (Wiggensbach, 8 marzo 2000) è un pilota automobilistico tedesco, vincitore di sei campionati TCR in giro per il mondo, nel 2023 passa al Deutsche Tourenwagen Masters guidando per l'Audi.
Suo padre, Franz Engstler è il fondatore della scuderia Engstler Motorsport. 

## Carriera
Engstler inizia la sua carriera nel 2009 correndo in Karting fino al 2014. Nel 2015 è passato alla Formula 4 ADAC con il supporto del Engstler Motorsport, team del padre. Dopo due anni nella serie senza grandi risultati, Luca passa alle corse con vetture di Gran Turismo. Il pilota tedesco partecipa al ADAC TCR Germany Touring Car guidando la Volkswagen Golf GTI TCR del team Junior Team Engstler. 
Nel 2018, Engstler vince due campionati, il TCR Asia Series, dove ottiene quattro vittorie e il TCR Middle East Series dove ottiene altre tre vittorie. Nello stesso anno è diventato vicecampione della ADAC TCR Germany Touring Car. Nel 2019 si ripete vincendo il TCR Asia Series, inoltre, ottiene la vittoria del campionato anche nel TCR Malaysia Touring Car. Partecipa ad alcuni eventi della World Touring Car Cup e ottiene il terzo posto di classe nella 24 Ore del Nürburgring.

Nel 2020 alla guida della Hyundai i30 N TCR ottiene la sua seconda vittoria della TCR Malaysia Touring Car, l'anno seguente ottiene il secondo posto di classe nella 24 Ore del Nürburgring e ottiene la vittoria assoluta del ADAC TCR Germany Touring Car. Per Engstler è il sesto campionato TCR vinto in quattro anni.

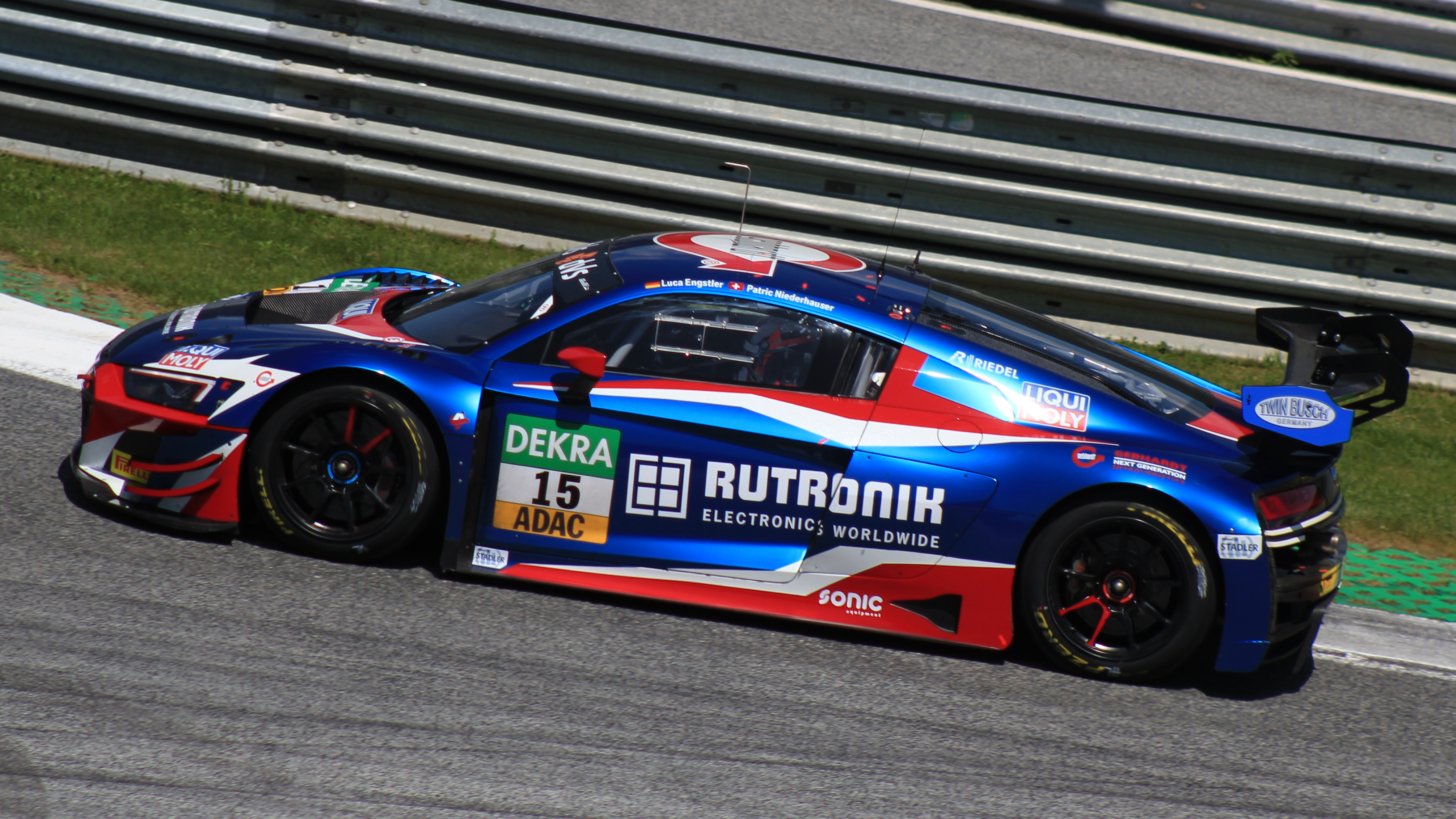
Luca Engstler nel 2022 durante ADAC GT Masters

Nel 2022, Engstler prende parte al ADAC GT Masters in coppia con Patric Niederhauser. L'equipaggio ottiene come miglior risultato il secondo a Oschersleben. L'anno seguente esordisce nel Deutsche Tourenwagen Masters sempre con il supporto del team di famiglia. Engstler scenderà in pista con l'Audi R8 LMS Evo numero otto. 

## Risultati

### Riassunto carriera
| Stagione | Serie                         | Team                             | Gare | Vittorie | Pole | Gpv | Podio | Punti | Pos. |
| -------- | ----------------------------- | -------------------------------- | ---- | -------- | ---- | --- | ----- | ----- | ---- |
| 2015     | Formula 4 ADAC                | Engstler Motorsport              | 24   | 0        | 0    | 0   | 0     | 0     | 39°  |
| 2016     | Formula 4 ADAC                | Liqui Moly Team Engstler         | 24   | 0        | 0    | 0   | 0     | 2     | 26°  |
| 2017     | ADAC TCR Germany Touring Car  | Junior Team Engstler             | 14   | 0        | 1    | 0   | 2     | 175   | 12°  |
| 2017     | TCR International Series      | Junior Team Engstler             | 2    | 0        | 0    | 0   | 0     | 0     | NC   |
| 2017     | TCR Europe Trophy             | Liqui Moly Team Engstler         | 2    | 0        | 0    | 0   | 0     | 12    | 8°   |
| 2017     | TCR Middle East Series        | Liqui Moly Team Engstler         | 6    | 1        | 1    | 0   | 3     | 79    | 3°   |
| 2018     | ADAC TCR Germany Touring Car  | Liqui Moly Team Engstler         | 6    | 0        | 0    | 0   | 2     | 414   | 2°   |
| 2018     | ADAC TCR Germany Touring Car  | Hyundai Team Engstler            | 8    | 3        | 1    | 1   | 4     | 414   | 2°   |
| 2018     | TCR Asia Series               | Liqui Moly Team Engstler         | 10   | 4        | 3    | 4   | 7     | 197   | 1°   |
| 2018     | TCR Middle East Series        | Liqui Moly Team Engstler         | 5    | 3        | 2    | 3   | 5     | 119   | 1°   |
| 2019     | World Touring Car Cup         | BRC Hyundai N LUKOIL Racing Team | 3    | 0        | 0    | 0   | 0     | 2     | 28°  |
| 2019     | World Touring Car Cup         | Hyundai Team Engstler            | 3    | 0        | 0    | 0   | 0     | 2     | 28°  |
| 2019     | TCR Asia Series               | Liqui Moly Team Engstler         | 10   | 6        | 4    | 8   | 9     | 221   | 1°   |
| 2019     | TCR Malaysia Touring Car      | Liqui Moly Team Engstler         | 6    | 5        | 1    | 6   | 6     | 142,5 | 1°   |
| 2019     | 24 Ore del Nürburgring - VT2  | Hyundai Team Engstler            | 1    | 0        | 1    | 0   | 1     | N/A   | 3°   |
| 2019     | TCR Europe Touring Car Series | M1RA                             | 14   | 1        | 0    | 1   | 2     | 192   | 9°   |
| 2020     | World Touring Car Cup         | Hyundai N Liqui Moly             | 14   | 0        | 0    | 0   | 0     | 59    | 16°  |
| 2020     | ADAC TCR Germany Touring Car  | Hyundai Team Engstler            | 2    | 0        | 0    | 0   | 0     | 0     | NC†  |
| 2020     | TCR Malaysia Touring Car      | Hyundai Team Engstler            | 6    | 4        | 2    | 3   | 4     | 121   | 1°   |
| 2020     | 24 Ore del Nürburgring - TCR  | Hyundai Motorsport N             | 1    | 0        | 0    | 0   | 0     | N/A   | 4°   |
| 2021     | World Touring Car Cup         | Engstler Hyundai N Liqui Moly    | 16   | 0        | 0    | 0   | 1     | 86    | 15°  |
| 2021     | ADAC TCR Germany Touring Car  | Hyundai Team Engstler            | 12   | 6        | 4    | 5   | 10    | 337   | 1°   |
| 2021     | 24 Ore del Nürburgring - TCR  | Hyundai Motorsport N             | 1    | 0        | 0    | 0   | 1     | N/A   | 2°   |
| 2022     | ADAC GT Masters               | Rutronik Racing                  | 14   | 0        | 1    | 0   | 1     | 104   | 14°  |
| 2022     | 24 Ore del Nürburgring - Cup2 | IronForce Racing by Phoenix      | 1    | 0        | 0    | 0   | 0     | N/A   | 5°   |
| 2023     | Deutsche Tourenwagen Masters  | Liqui Moly Team Engstler         | 16   | 0        | 0    | 0   | 0     | 18    | 24°  |

* Stagione in corso.

### Risultati completi DTM
(legenda) (Le gare in grassetto indicano la pole position) (Le gare in corsivo indicano Gpv)
| Anno | Team                     | Vettura                       | 1   | 2   | 3   | 4   | 5   | 6   | 7   | 8   | 9   | 10  | 11  | 12  | 13  | 14   | 15  | 16  | Punti | Pos. |
| ---- | ------------------------ | ----------------------------- | --- | --- | --- | --- | --- | --- | --- | --- | --- | --- | --- | --- | --- | ---- | --- | --- | ----- | ---- |
| 2023 | Liqui Moly Team Engstler | Audi R8 LMS Evo               | OSC | OSC | ZAN | ZAN | NOR | NOR | NÜR | NÜR | LAU | LAU | SAC | SAC | RBR | RBR  | HOC | HOC | 18    | 24°  |
| 2023 | Liqui Moly Team Engstler | Audi R8 LMS Evo               | 17  | SQ  | 14  | 14  | Rit | 19  | Rit | 7   | SQ  | 15  | 19  | Rit | 12  | Rit  | Rit | 22  | 18    | 24°  |
| 2024 | GRT Grasser Racing Team  | Lamborghini Huracán GT3 Evo 2 | OSC | OSC | LAU | LAU | ZAN | ZAN | NOR | NOR | NÜR | NÜR | SAC | SAC | RBR | RBR  | HOC | HOC | 63*   |      |
| 2024 | GRT Grasser Racing Team  | Lamborghini Huracán GT3 Evo 2 | 11  | 1   | 14  | 5   | Rit | 14  | 3   | Rit | 18  | 16  | Rit | Rit | 18  | Rit2 |     |     | 63*   |      |

* Stagione in corso.

## Palmarès
- 2  TCR Asia Series: 2018, 2019
- 2  TCR Malaysia Touring Car: 2019, 2020
- 1  TCR Medio Oriente Touring Car: 2018
- 1  ADAC TCR Germany Touring Car: 2021
- 1  24 Ore di Spa: 2025